# Wilderness Falls
Die Wilderness Falls sind Wasserfälle im Grand-Teton-Nationalpark im Westen des US-Bundesstaates Wyoming. Die Wasserfälle haben eine Höhe von 76 m und fallen im Waterfalls Canyon in der nördlichen Teton Range hinab. Gespeist wird der Wasserfall von einem unbenannten Bach von einem Gletschersee im oberen Teil der Schlucht. Der Wasserfall erhält im Frühjahr auch die Schneeschmelze von Ranger Peak im Norden, Doane Peak im Südwesten und Eagles Rest Peak im Süden. Der Bach entwässert sich über den Jackson Lake in den Snake River. Weniger als 800 m flussabwärts fließt der unbenannte Bach über einen weiteren Wasserfall, die Columbine Cascade. Der Waterfalls Canyon mit den Wasserfällen ist vom Jackson Lake im Tal Jackson Hole aus sichtbar.

## Belege
1. ↑  Wilderness Falls, Wyoming, United States - World Waterfall Database. Abgerufen am 21. April 2021 (englisch).
2. ↑  Geonames: Wilderness Falls. Abgerufen am 21. April 2021.
3. ↑  Naturalatlas: Wilderness Falls. Abgerufen am 21. April 2021 (englisch).
4. ↑  Wilderness and Columbine Falls - Giants across Jackson Lake. In: World of Waterfalls. Abgerufen am 21. April 2021 (amerikanisches Englisch).